# Macaná (Guayanilla)
Macaná es un barrio ubicado en el municipio de Guayanilla en el estado libre asociado de Puerto Rico. En el Censo de 2010 tenía una población de 1483 habitantes y una densidad poblacional de 399,85 personas por km².

## Geografía
Macaná se encuentra ubicado en las coordenadas 18°3′3″N 66°46′38″O / 18.05083, -66.77722. Según la Oficina del Censo de los Estados Unidos, Macaná tiene una superficie total de 3.71 km², de la cual 3.7 km² corresponden a tierra firme y (0.14%) 0.01 km² es agua.

## Demografía
Según el censo de 2010, había 1483 personas residiendo en Macaná. La densidad de población era de 399,85 hab./km². De los 1483 habitantes, Macaná estaba compuesto por el 86.65% blancos, el 3.98% eran afroamericanos, el 1.42% eran amerindios, el 0.07% eran isleños del Pacífico, el 7.62% eran de otras razas y el 0.27% pertenecían a dos o más razas. Del total de la población el 99.46% eran hispanos o latinos de cualquier raza.